# Sport Club Sangiuseppese 1992-1993
Questa voce raccoglie le informazioni riguardanti lo Sport Club Sangiuseppese nelle competizioni ufficiali della stagione 1992-1993.

## Rosa
| N. |                   | Ruolo | Calciatore            |
| -- | ----------------- | ----- | --------------------- |
|    | Italia (bandiera) | C     | Massimo Barbato       |
|    | Italia (bandiera) | D     | Leonardo Barnabà      |
|    | Italia (bandiera) | D     | Ciro Caccavalle       |
|    | Italia (bandiera) | A     | Carlo Collaro         |
|    | Italia (bandiera) | D     | Angelo Costanzo       |
|    | Italia (bandiera) | P     | Luigi Patrizio Davino |
|    | Italia (bandiera) | C     | Giovanni Di Vece      |
|    | Italia (bandiera) | C     | Guglielmo Esposito    |
|    | Italia (bandiera) | A     | Michele Falanga       |
|    | Italia (bandiera) | C     | Antonio Figliomeni    |
|    | Italia (bandiera) | A     | Giovanni Fontanella   |

| N. |                   | Ruolo | Calciatore         |
| -- | ----------------- | ----- | ------------------ |
|    | Italia (bandiera) | C     | Vincenzo Fusco     |
|    | Italia (bandiera) | C     | Francesco Gabola   |
|    | Italia (bandiera) | C     | Patrizio Iengo     |
|    | Italia (bandiera) | D     | Gennaro Laureana   |
|    | Italia (bandiera) | D     | Nunzio Nusco       |
|    | Italia (bandiera) | P     | Carlo Pagliarulo   |
|    | Italia (bandiera) | A     | Paolo Pasini       |
|    | Italia (bandiera) | C     | Pasquale Poliselli |
|    | Italia (bandiera) | D     | Massimo Sais       |
|    | Italia (bandiera) |       | Tarallo            |